# Федерація анархістів Іберії

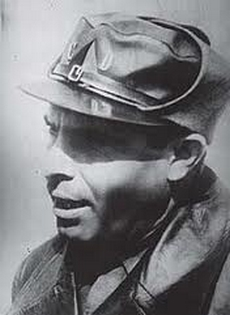
Буенавентура Дурруті

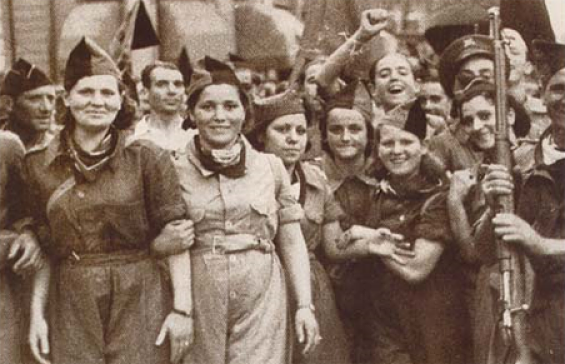
Жінки, члени ополчення CNT-FAI (1936)

Федерація Анархістів Іберії (FAI, ісп. Federación Anarquista Ibérica) — іспанська анархістська організація, бойове крило анархо-синдикалістської профспілки Національна конфедерація праці (CNT). Назва часто пишеться як CNT-FAI через близькі відносин між цими двома організаціями. Друкованим органом ФАІ є газета «Земля і воля» (Tierra y Libertad).
«Іберійська» частина назви пов'язана з ідеєю об'єднання іспанських і португальських анархістів в пан-іберійської організації. Є секцією Інтернаціоналу федерацій анархістів (ІФА).

## Історія
ФАІ була заснована в 1927 році в Валенсії (після попереднього засідання в Марселі, Франція), з метою завадити бюрократизації CNT і активної протидії сталому в Іспанії диктаторського режиму Мігеля Прімо де Рівери.
Значний вплив ФАІ на іспанське анархо-синдикалістський рух призвів до того, що ряд помірних членів CNT на чолі з Анхелем Пестаньі пішли в створену ними Синдикалістську партію. 
ФАІ зіграла значну роль в Іспанській громадянській війні на стороні республіканців. До початку війни до ФАІ входило близько 300 000 чоловік . Під час громадянської війни критикували співпраця анархо-синдикалістів з республіканським урядом.
Під час правління Франсіско Франко продовжували нелегальну діяльність.
Після смерті Франко і лібералізації режиму в Іспанії FAI продовжила свою діяльність. Хоча учасники організації одночасно є членами і в CNT, членство в FAI є секретним .
З відомих членів FAI варто відзначити таких як Гарсіа Олівер, Франсіско Аскасо, Буенавентура Дурруті.

## ФАІ в мистецтві
Під час громадянської війни в лавах частин ПОУМ воював відомий згодом англійський письменник Джордж Орвелл. Про ці події він написав документальну повість «Данина Каталонії» (англ. Homage to Catalonia). В повісті він приділяє увагу взаємовідносинам ПОУМ, ПСУК та ФАІ, а також розкриває їх зв’язки з профспілками. Він підкреслює роль анархістів у формуванні загонів ополчення для боротьби проти «франкістів».
Також записи про іспанських анархістів залишив Антуан де Сент-Екзюпері, який у серпні 1936 року, в якості кореспондента газети «Ентрансіжан», вирушив до Іспанії, де йшла громадянська війна, і опублікував в газеті ряд репортажів. Іспанські анархісти фігурують у «Треба надати сенс людського життя» (1938), «Планета людей» (1939), «Лист до заручника» (1944).
Крім того, ФАІ фігурує в романі «По кому подзвін», відомого американського письменника Ернеста Хемінгуейа, який як журналіст також знаходився в Іспанії часів Громадянської війни (був близьким до ПСУК).